# Deicide
Deicide er et amerikansk dødsmetalband, dannet i 1987. Deres album Deicide og Legion er placeret på anden- og tredjepladsen over de bedst sælgende dødsmetalalbum i SoundScan-æraen.

## Medlemmer
- Glen Benton – vokal, bas (1987–)
- Steve Asheim – trommer (1987–), guitar på Till Death Do Us Part
- Jack Owen – guitar (2004–)
- Kevin Quirion – guitar (2008-)

### Tidligere medlemmer
- Brian Hoffman – guitar (1987–2004)
- Eric Hoffman – guitar (1987–2004)
- Ralph Santolla – lead guitar (2005–2007), sessionsmedlem på Till Death Do Us Part

### Turné-medlemmer
- Dave Suzuki – guitar (2004–2005)
- Seth Van Loo – vokal (2007), som substitut for Glen Benton
- Frost – trommer (2007), som substitut for Steve Asheim

## Diskografi

### Studiealbum
- 1990: Deicide
- 1992: Legion
- 1995: Once Upon the Cross
- 1997: Serpents of the Light
- 2000: Insineratehymn
- 2001: In Torment in Hell
- 2004: Scars of the Crucifix
- 2006: The Stench of Redemption
- 2008: Till Death Do Us Part
- 2011 To Hell with God
- 2013 In The Minds Of Evil
- 2018 Overtures of Blasphemy
- 2024 Banished by Sin

### Opsamlingsalbum
- 1993: Amon, Feasting the Beast
- 2003: The Best of Deicide

### Livealbum
- 1998: When Satan Lives
- 2007: Doomsday L.A.

## Dvd'er
- 2006: When London Burns
- 2007: Doomsday L.A.

## Yderligere læsning
- Mudrian, Albert (2004). Choosing Death:The Improbable History of Death Metal and Grindcore, Feral House, ISBN 1-932595-04-X.